# Radzyń Podlaski (gmina)
Pour les articles homonymes, voir Radzyń Podlaski.
Radzyń Podlaski est une gmina rurale (gmina wiejska) du powiat de Radzyń Podlaski, dans la Voïvodie de Lublin, dans l'est de la Pologne.
Son siège administratif (chef-lieu) est la ville de Radzyń Podlaski, bien qu'elle ne fasse pas partie du territoire de la gmina.
La gmina couvre une superficie de 155,17 km2 pour une population de 8 028 habitants en 2006.

## Histoire
De 1975 à 1998, le village est attaché administrativement à la voïvodie de Biała Podlaska.

Depuis 1999, il fait partie de la nouvelle voïvodie de Lublin.

## Géographie
La gmina inclut les villages (sołectwa) de:

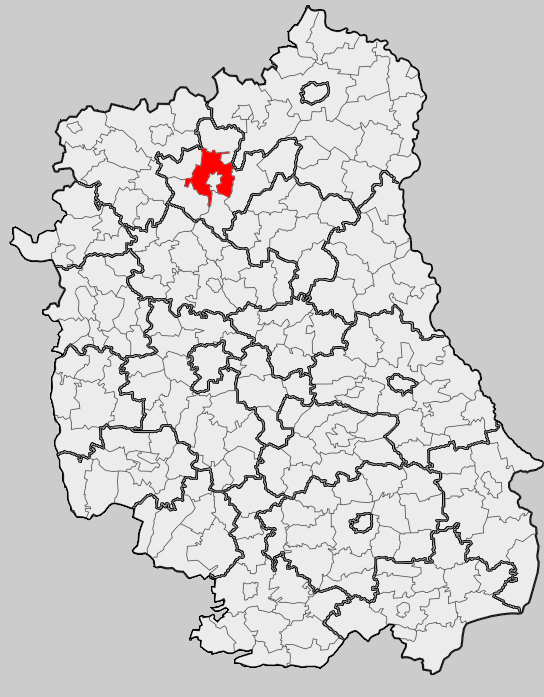
Position de la gmina dans la voïvodie

- Bedlno
- Bedlno Radzyńskie
- Biała
- Białka
- Branica Radzyńska
- Branica Radzyńska-Kolonia
- Główne
- Jaski
- Marynin
- Paszki Duże
- Paszki Małe
- Płudy
- Radowiec
- Siedlanów
- Stasinów
- Ustrzesz
- Zabiele
- Żabików
- Zbulitów Duży

### Gminy voisines
La gmina de Radzyń Podlaski est voisine de:

la ville de:
- Radzyń Podlaski

et les gminy de
- Borki
- Czemierniki
- Drelów
- Kąkolewnica Wschodnia
- Ulan-Majorat
- Wohyń

## Structure du terrain
D'après les données de 2002, la superficie de la commune de Radzyń Podlaski est de 155,17 kilomètres carrés, répartis comme telle :
- terres agricoles : 65 %
- forêts : 29 %

La commune représente 16,08 % de la superficie du powiat.

## Démographie
Données du 30 juin 2004 :
| Description        | Total  | Total | Femmes | Femmes | Hommes | Hommes |
| ------------------ | ------ | ----- | ------ | ------ | ------ | ------ |
| Unité              | Nombre | %     | Nombre | %      | Nombre | %      |
| Population         | 8 053  | 100   | 4 000  | 49,7   | 4 053  | 50,3   |
| Densité (hab./km²) | 51,9   | 51,9  | 25,8   | 25,8   | 26,1   | 26,1   |